# Robert Nozick

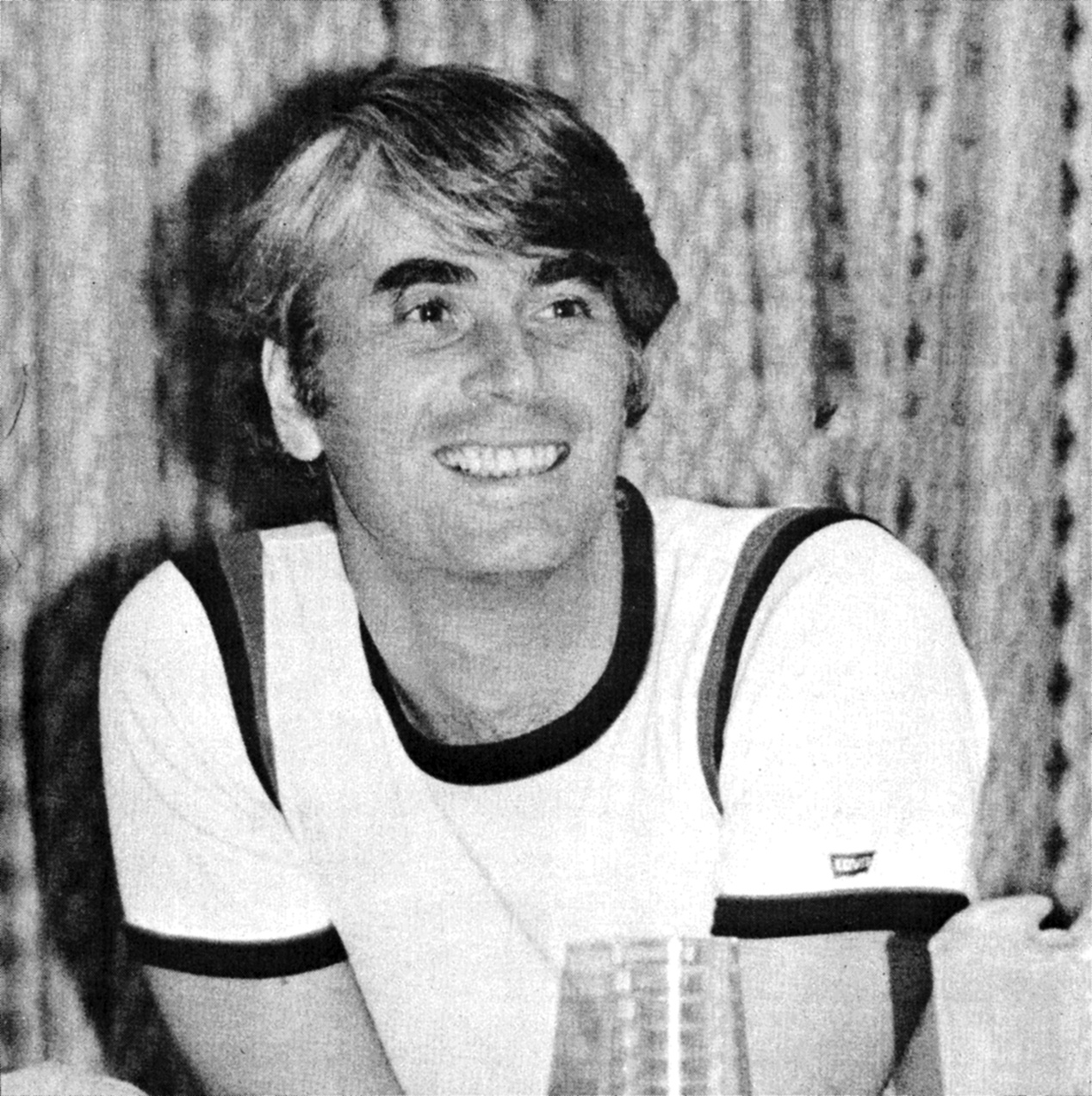
Robert Nozick 1977

Robert Nozick (/ˈnoʊzɪk/) là một triết gia người Mỹ. Ông từng giữ chức vụ Giáo sư Đại học Joseph Pellegrino tại Viện Đại học Harvard, và là Chủ tịch của Hiệp hội Triết học Hoa Kỳ. Ông được biết đến với các cuốn sách như Giải thích triết học (1981) và Anarchy, State, and Utopia (1974), trong đó Nozick trình bày lý thuyết của riêng mình về một thế giới mà mọi người có thể tự do lựa chọn các quy tắc xã hội mà họ mong muốn. Ông cũng nghiên cứu về đạo đức học, lý thuyết quyết định, triết học về tâm trí, siêu hình học và nhận thức luận. Tác phẩm cuối cùng của ông trước khi qua đời, Invariances (2001), đã giới thiệu lý thuyết vũ trụ học tiến hóa của ông, trong đó ông lập luận về sự bất biến và tính khách quan xuất hiện thông qua quá trình tiến hóa trên khắp vũ trụ.

## Đời tư
Nozick sinh ra ở Brooklyn, New York trong một gia đình gốc Do Thái. Cha ông là một người Do Thái gốc Nga và người điều hành một doanh nghiệp nhỏ.
Nozick theo học các trường công lập ở quận Brooklyn. Sau đó, ông được đào tạo tại Đại học Columbia (AB 1959, tốt nghiệp hạng xuất sắc) và sau đó tại Đại học Princeton (Ph.D. 1963) dưới sự chỉ đạo của Carl Hempel. Ông cũng học tại Đại học Oxford với tư cách là Học giả Fulbright (1963–1964). Ông từng tham gia vào chi nhánh thanh niên của Đảng Xã hội Norman Thomas. Khi còn học tại Columbia, ông cũng thành lập chi nhánh địa phương của Liên đoàn Sinh viên vì Dân chủ Công nghiệp (vào năm 1960 đổi tên thành phong trào Sinh viên vì Xã hội Dân chủ).
Sau khi nhận bằng Cử nhân tại Columbia năm 1959, ông kết hôn với Barbara Fierer. Họ có hai con, Emily và David. Sau này ông ly hôn và tái hôn với nhà thơ Gjertrud Schnackenberg. Nozick qua đời năm 2002 sau một thời gian dài chống chọi với căn bệnh ung thư dạ dày. Ông được an táng tại Nghĩa trang Mount Auburn ở Cambridge, Massachusetts.

## Chủ nghĩa lợi dụng
Nozick đã tạo ra thí nghiệm tư tưởng (thought experiment) về "con quái vật tiện ích" để chỉ ra rằng chủ nghĩa vị lợi trung bình có thể dẫn đến một tình trạng mà trong đó nhu cầu của đại đa số bị hy sinh cho một cá nhân. Ông cũng viết một phiên bản của một thí nghiệm tư tưởng là cỗ máy trải nghiệm nhằm cố gắng chứng minh rằng chủ nghĩa khoái lạc đạo đức là sai lầm.

## Phương pháp triết học
Nozick được chú ý vì phong cách mới lạ trong triết học và chủ nghĩa đại kết về phương pháp luận của ông. Nozick cũng ứng dụng triết học vào các lĩnh vực khác như kinh tế học, vật lý học, sinh học tiến hóa.